# Merenre II
Merenre (II) fou un efímer faraó de la dinastia VI, que va governar en l'antic Egipte vers el 2100 aC segons la cronologia mínima i vers el 2200 aC, segons la màxima. Merenre vol dir 'Estimat de Re' i fou el seu nom Sa Ra; el seu nom de naixença fou segurament Nentiemsaf o Mentiemsaf, que vol dir 'Protegit de Nemti'. Manethó no esmenta el segon Merenre, però li diu Mentusuphis al primer Merenre, de manera que aquest deu ser el seu nom grec; el papir de Torí diu que va regnar un any i un mes.
Va succeir al seu suposat pare Pepi II enmig d'una forta crisi, quan els governadors dels nomós no obeïen l'autoritat del faraó i la fam s'estenia pel país a causa de les males collites i la desertització. La seva mare fou Nieth.
Se suposa que es va casar amb sa germanastra Nitocris o Nitokris, filla de Pepi II, tinguda amb una dona diferent. Aquestes relacions familiars (inclosa la del fet de ser fill de Pepi) són suposicions lògiques, però no demostrades.
De Merenre no hi ha troballes arqueològiques. Apareix esmentat en les llistes de reis i en la de Manethó.
Heròdot diu que hi va haver una revolta dels treballadors, causada per l'atur i l'arribada de treballadors estrangers en moments de crisi. La revolta es va estendre per tot el país, pel camp i les ciutats, i els funcionaris es van unir als revoltats; el mateix faraó Merenre II fou fet presoner pels revoltats (al capdavant dels quals segurament es posaria algun dels nobles que se'ls hi havia unit). Nitocris va exercir la regència, però al cap d'un temps Merenre fou alliberat i va reassumir les seves funcions; la revolta va continuar i, finalment, el faraó va morir a mans dels revoltats. Segurament, el seu fill, del qual no se sap el nom i que s'esmenta com Neferka el nen (que podria ser el faraó que després apareix amb el nom de Neterkare o Netrikare), i que fou posat al capdavant del país bé pels mateixos revoltats o bé per Nitocris i els funcionaris fidels.